# Francisco Alcaraz
Francisco Javier Alcaraz Leguizamón (Asunción, 1960. október 4. – ) paraguayi válogatott labdarúgó. 

## Pályafutása

### Klubcsapatban
1982 és 1985 között a Club Nacional csapatában játszott. 1987 és 1988 között a mexikói Irapuato játékosa volt. 1989-ben hazatért Paraguayba a Nacionalhoz és válogatott futsaljátékos lett.

### A válogatottban
1986-ban 7 alkalommal szerepelt a paraguayi válogatottban és 2 gólt szerzett. Részt vett az 1986-os világbajnokságon, de egyetlen mérkőzésen sem kapott lehetőséget. Tagja volt az 1989-es futsal-világbajnokságon szereplő válogatott keretének is.